# Valdeltormo
Valdeltormo is een gemeente in de Spaanse provincie Teruel in de regio Aragón met een oppervlakte van 16,00 km². Valdeltormo telt 296 inwoners (1 januari 2016).